# 72호의 죄수
"72호의 죄수"는 한국에서 제작된 김을백 감독의 1959년 영화이다. 독고성 등이 주연으로 출연하였고 방의석 등이 제작에 참여하였다.

## 출연

### 주연
- 독고성
- 고선애
- 이예춘

## 기타
- 조명: 이영일
- 녹음: 최칠복
- 미술: 갈이준